# 스테아르산 나트륨
스테아르산 나트륨(영어: sodium stearate)은 스테아르산의 나트륨 염이다. IUPAC 이름은 옥타데칸산 나트륨(영어: sodium octadecanoate)이다. 이 흰색 고체는 가장 일반적인 비누이다. 스테아르산 나트륨은 다양한 유형의 고체 데오도란트, 고무, 라텍스 페인트 및 잉크에서 발견된다. 스테아르산 나트륨은 또한 일부 식품 첨가물 및 식품 향료의 구성 요소이기도 하다.

## 같이 보기
- 스테아르산
- 비누